# Мото Клуб
«Мо́то Клуб» (порт. Moto Club) — бразильский футбольный клуб из города Сан-Луиса штата Мараньян.

## История
Своё название клуб получил вследствие того, что первоначально был основан в качестве мотоциклетной секции (Cicle Moto de São Luís), и лишь в 1939 году в клубе стал культивироваться футбол. Изначально основными цветами клуба были белый и зелёный, но затем футболисты стали использовать чёрный и красный.
С 1940 года выступает в чемпионате штата Мараньян. «Мото Клуб» — 26-кратный чемпион штата Мараньян, и по количеству титулов является вторым клубом штата.
27 августа 2010 года клуб объявил о приостановке деятельности своей футбольной команды на неопределённый срок. С 2011 года начал постепенное возрождение, вначале команда стала чемпионом Серии B первенства штата, но закрепиться в элите не удалось, и в 2013 году «красно-чёрные» вновь выиграли второй дивизион чемпионата штата. В 2016 году, впервые за восемь лет, завоевала свой 24-й чемпионский титул в штате. Также команда вернулась в общебразильские соревнования, и выступила в Серии D. В 2016 году «Мото Клуб» дошёл до полуфинала Серии D, по итогам сезона добившись возвращения в Серию C 2017. В 2018 году «Мото Клуб» завоевал свой 26-й титул чемпиона штата.
В настоящий момент клуб выступает в Серии D Бразилии. Клуб основан 13 сентября 1937 года, домашние матчи проводит на стадионе «Кастелан».

## Титулы и достижения
- Чемпион Лиги Мараньенсе (26): 1944, 1945, 1946, 1947, 1948, 1949, 1950, 1955, 1959, 1960, 1966, 1967, 1968, 1974, 1977, 1981, 1982, 1983, 1989, 2000, 2001, 2004, 2006, 2008, 2016, 2018
- Победитель Второго дивизиона Лиги Мараньенсе (2): 2010, 2013
- Чемпион регионов Севера и Северо-востока Бразилии (1): 1947

Гандбол
- Чемпион Бразилии по гандболу (1): 1998